# Daniel Cabou
Daniel Cabou (né en 1929) est un homme politique sénégalais, plusieurs fois ministre et ancien Secrétaire général de la Banque centrale des États de l'Afrique de l'Ouest (BCEAO).

## Biographie
Né à Mandina, en Casamance, il fait ses études à l'Université de Dakar où il obtient un certificat d’Études littéraires générales classiques, premier certificat de licence en Droit et deuxième certificat de licence de Droit puis au Lycée Louis Le Grand où il prépare le Concours A d’entrée à l’École Nationale de la France d’Outre-Mer (1952-1953) qu'il reçoit le 9 juillet 1953.
Cette réussite au Concours A d’entrée à l’École Nationale de la France d’Outre-Mer lui vaut l’honneur d’être reçu à déjeuner, en tête à tête, à l’occasion de ses vacances à Dakar, par le Gouverneur Général de l’AOF au Palais. Il est, dit-on, le premier Africain Noir, non mulâtre, ni métis, à être reçu à ce concours A[réf. nécessaire].
Il est enregistré à l’École Nationale de la France d’Outre-Mer sous le numéro 2838 du Cycle A. Membre de la Garde d’Honneur du Drapeau de l’École Nationale de la France d’Outre-Mer, Promotion 1953, il est affecté en Côte d’Ivoire avec quatre de ses camarades de la Promotion 1953. Le Gouverneur Pierre Messmer, l’affecte d’abord à Odienné où il sert sous les ordres de Joseph Vezy, administrateur en Chef de la France d’Outre-Mer puis, de son successeur à Odienné, Michel Guerpillon.
Pierre Messmer l'affecte ensuite à Abidjan où il sert au service de la Coopération et Mutualité Agricole sous les ordres d'Alexandre Tanguy, administrateur en Chef de la France d’Outre-Mer.
Durant sa scolarité à l’École Nationale de la France d’Outre-Mer, il est fortement marqué par ses professeurs, notamment par Leopold Sedar Senghor (1954-1956).
En 1956, il effectue un stage de spécialisation au Siège de la Banque Internationale pour le Commerce et l’Industrie, Boulevard des Italiens à Paris, avec des camarades de sa promotion.
Il étudie ensuite à la Faculté de Droit et de Sciences Économiques de Paris où il obtient une licence en Droit puis un Doctorat d’État en Sciences Économiques.
Avant l’Indépendance du Sénégal, il sert comme Administrateur de la F.O.M. au Sénégal, et occupe les fonctions suivantes :
- D’octobre 1956 à mars 1957, il est membre du Bureau de Liaison avec le Grand Conseil de l’AOF, rattaché au cabinet de Xavier Torré, Secrétaire Général du Gouvernement Général de l’AOF;
- De mars 1957 à août 1957 : chef de Cabinet du Gouverneur Pierre Lami, Gouverneur du Sénégal à Saint-Louis, il est membre de la Commission Administrative Française chargée de préparer les passations de services dans les cercles et subdivisions du Sénégal, entre les Administrateurs de la FOM, commandants de Cercles et chefs de subdivisions, et les Futures Autorités Administratives du Sénégal.

Pendant la période d’Autonomie Interne du Sénégal, Mamadou Dia, alors Vice Président du Conseil du Gouvernement demande à la France son détachement auprès du Gouvernement du Sénégal. La France donne son accord. Il est alors nommé successivement :
- Conseiller technique du Ministre de la Production Abdoulaye Ly, puis de son successeur Diaraf Diouf (août 1957-septembre 1958).
- Conseiller Économique du Président du Conseil Mamadou Dia et Secrétaire permanent du Comité d’Études Économiques présidé par le Ministre Karim Gaye. Ce comité d’Études Économiques est chargé de préparer le Premier Plan de Développement du Sénégal, dans le cadre des Travaux dirigés par le Père Lebret, Dominicain (novembre 1958-janvier 1960).
- Directeur de Cabinet du Ministre du Commerce de l’Industrie et de l’Artisanat, Cissé Dia (janvier 1960-mars 1960)
- Gouverneur de la région du Fleuve. Il est installé au Palais du Gouverneur du Sénégal à Saint-Louis où la passation de service se fait avec Jean-Pierre Kiesgen (mars 1960-décembre 1961).

Après l’Indépendance du Sénégal , en 1961, il doit choisir entre rester fonctionnaire français et repartir en France comme Administrateur Civil, ou nommé dans les Grands Corps de l’État, ou alors, rester au  Sénégal et choisir la fonction publique sénégalaise. Il choisit de rester au Sénégal et démissionne de la fonction publique française en 1962
Directeur de cabinet du Ministre des Finances, André Peytavin, (décembre 1961-12 novembre 1962), Secrétaire d’État chargé de l’Hydraulique, de l’Urbanisme et de l’Habitat de novembre 1962 à décembre 1962 puis Secrétaire d’État aux Finances et aux Affaires Économiques de décembre 1962 au 6 février 1963, il devient Ministre des Finances de février 1963 à février 1964, Membre du conseil d’administration de la B.C.E.A.O., et Président du Comité Monétaire National.
Ministre du Commerce et de l’Industrie et de l’Artisanat de février 1964 à mars 1968, membre du Comité Monétaire National, Président du Conseil Africain de l’Arachide, dont le siège est à Lagos au Nigeria, et Président du Conseil d’Administration de l’Office africain et Malgache de la Propriété Industrielle dont le siège est au Cameroun, il est Ministre Secrétaire Général de la Présidence de la République du Sénégal du 7 mars 1968 à mars 1970.
Ministre du Développement Industriel et Président du Conseil des Ministres de l’Organisation des États Riverains du Fleuve Sénégal (OERS) dirigée par Ould Dadah, de mars 1970 à juillet 1972, date à laquelle sur demande expresse et pressante de obert Julienne, Inspecteur Général des Finances, Directeur Général de la Banque Centrale des États de l’Afrique de l’Ouest, et après acceptation de la demande par le Président Léopold Sédar Senghor, Président de la République, il est mis en position de détachement auprès de la B.C.E.A.O à compter du 1er août 1972 comme Directeur Général adjoint de la B.C.E.A.O., en remplacement de Marcel Boyer, Inspecteur Général de la France d’Outre Mer. Il cumule cette fonction avec celle de Secrétaire Permanent du Comité des Ministres des Finances, chargé de la réforme des Institutions de l’Union Monétaire Ouest Africaine, présidé par le Ministre Marc Garango, Ministre des Finances de Haute-Volta, de décembre 1972 au 14 février 1975 date de la mise en place des nouvelles structures de la BCEAO, de l’Union Monétaire Ouest Africaine et de l’installation de la BOAD avec toutes ses structures.
Il est Secrétaire général de la B.C.E.A.O, de 1975 à 1984, avec en plus la responsabilité provisoire du Bureau de Paris de la B.C.E.AO. en attendant la nomination du délégué titulaire intervenue le 16 juin 1980. Délégué du Gouverneur de la B.C.E.A.O. au bureau de Paris, de 1984 à 1989, date de son départ à la retraite, il est nommé en 1991 Conseiller Spécial, puis Ministre Conseiller Spécial des Premiers Ministres Habib Thiam, Mamadou Lamine Loum et Moustapha Niasse.
Le 12 novembre 1994, il est nommé par le Gouverneur de la B.C.E.A.O, Charles Konan Banny, membre du Comité Historique chargé de rédiger l’ouvrage Histoire de l’Union Monétaire Ouest Africaine des Origines à nos jours. Il préside ce Comité Historique.
Cet ouvrage en trois tomes est publié par la B.C.E.A.O. en 2000 en version française et en 2002 en version anglaise

## Décorations
- Commandeur de la Légion d’Honneur par décret du 4 mai 1971 du Président de la République Française, Georges Pompidou
- Commandeur de l’Ordre National du Lion, par décret no 72-826 du Président de la République du Sénégal le 10 juillet 1972, scellé et enregistré sous le no 165
- Grand Officier de l’Ordre National du Lion par décret du 22 février 1982, scellé et enregistré sous le no 94
- Grand Croix de l’Ordre National du Lion par décret 90 355 du 28 mars 1990, scellé et enregistré sous le no 66
- Membre du Conseil de l’Ordre National du Lion.